# Randy McMillan
(en) Statistiques sur pro-football-reference
Lewis Lorando McMillan plus communément appelé Randy McMillan (né le 17 décembre 1958 à Havre de Grace) est un joueur américain de football américain. 

## Carrière

### Université
McMillan joue à l'université de Pittsburgh où il côtoie Hugh Green, jouant tous les deux dans l'équipe de football américain de l'université.

### Professionnel
Randy McMillan est sélectionné au premier tour du draft de la NFL de 1981 par les Colts de Baltimore au douzième choix. Pour sa première saison en NFL, il joue tous les matchs comme fullback et parcourt 597 yards en 149 courses et 466 yards sur cinquante réceptions, marquant trois touchdowns sur des courses et un sur une réception. Après avoir joué la moitié des matchs de la saison 1982, il refait une saison complète en 1983 où il marque six touchdowns.
En 1984, la franchise des Colts change de ville, le siège est transféré de Baltimore à Indianapolis. McMillan garde son numéro 32 et sa place de fullback titulaire. Il prend sa retraite après la saison 1986.

## Statistiques
En six saisons jouées en NFL, McMillan joue 88 matchs comme titulaire, parcourt 3876 yards sur 990 courses (moyenne de 3,9 yards par course et de 44 yards par match) et marque vingt-quatre touchdowns. Il parcourt ensuite 1356 yards sur 164 réceptions (moyenne de 8,3 yards par réception et 15,4 yards par match à la réception) ainsi que deux touchdowns.